# Флаг Шарыпова
Флаг муниципального образования город Шары́пово Красноярского края Российской Федерации — опознавательно-правовой знак, служащий официальным символом муниципального образования.
Ныне действующий флаг утверждён 15 мая 2012 года и 2 июля 2012 года внесён в Государственный геральдический регистр Российской Федерации с присвоением регистрационного номера 7755.

## Описание
Описание флага, утверждённого решением Шарыповского городского Совета депутатов от 15 мая 2012 года № 28-200, гласит:
«Флаг идентичен гербу».
На сайте Союза геральдистов России (соразработчики флага) приводится не столь лаконичное описание флага:
«Прямоугольное двухстороннее полотнище с отношением ширины к длине 2:3, состоящее из трёх горизонтальных полос голубого, жёлтого и голубого цвета (в отношении 7:6:7). В центре полотнища — восьмиконечная звезда красного цвета, несущая на себе белую молнию».
Описание первого флага, утверждённого решением Шарыповского городского Совета от 9 марта 2004 года № 16-120, гласило:
«Флаг города Шарыпово представляет собой прямоугольное полотнище из трёх равновеликих горизонтальных полос: верхней и нижней — лазурного, средней — жёлтого цветов. Отношения ширины флага к его длине 2:3 ед.
В центре флага расположен фрагмент герба города соотношением 1,25:1,46 ед.: стилизованное изображение восьмиконечной червлёно-пурпурной звезды, лучи которой ориентированы по сторонам света; горизонтальные лучи образуют молнию белого цвета».

## Обоснование символики
Символика флага города Шарыпово:
— звезда — аллегория энергетического потенциала города, представляемого Берёзовским месторождением бурого угля, открытого в 1959 году. Звезда — символ путеводности, устремленности в будущее, озарённости, предназначенности;
— молния символизирует Берёзовскую ГРЭС, один из главных производственных объектов города. Молния — символ озарения, символ созидательной и одновременно разрушительной божественной власти;
— цветовое решение полотнища символизирует сам город (золотым поясом вытянувшийся по берегам многочисленных речек) и Берёзовское водохранилище (голубой цвет) от которого и начинается город.
Голубой цвет (лазурь) — символ возвышенных устремлений, искренности, преданности, возрождения.
Жёлтый цвет (золото) — символ высшей ценности, величия, великодушия, богатства.
Красный цвет — символ труда, мужества, жизнеутверждающей силы, красоты и праздника.
Белый цвет (серебро) — символ чистоты, открытости, божественной мудрости, примирения.